# 小行星19855
小行星19855（19855 Borisalexeev）是一颗绕太阳运转的小行星，为主小行星带小行星。该小行星于2000年10月24日发现。

## 轨道参数
小行星19855的轨道半长轴为2.9855236 UA，离心率为0.087。